# Pelourinho
Il Pelourinho è un quartiere storico della città di Salvador de Bahia, in Brasile. Si estende approssimativamente dal Terreiro de Jesus al Largo do Pelourinho, nel centro storico, ed è inserito dal 1985 nella lista dei patrimoni dell'umanità dell'UNESCO.

## Storia
Letteralmente pelourinho in portoghese significa il palo della gogna, dove gli schiavi venivano fustigati. Tale nome venne a Salvador dato prima alla piccola piazza triangolare nel cuore della città dove si svolgevano le flagellazioni pubbliche, poi finì per dare in nome a tutto il quartiere alto della città, corrispondente al nucleo storico dell'insediamento. 
Il Pelourinho, nucleo della città di Salvador, venne scelto dal fondatore Tomé de Sousa per la sua posizione dominante e facilmente difendibile e la vicinanza all'area portuale sottostante. Salvador sarebbe rimasta a lungo caratterizzata dalla separazione funzionale tra Cidade Alta, sede del potere civile e religioso, e la Cidade Baixa, a vocazione commerciale. Il Pelourinho venne interessato da un boom edilizio nel XVII secolo, con l'edificazione di chiese e palazzi. Sino alla fine del XIX secolo il Centro Storico di Salvador (e con esso il Pelourinho) rimase il centro residenziale, amministrativo e religioso della città. Nel corso del XX secolo il Pelourinho ha conosciuto una lunga fase di declino, causato dai cambiamenti sociali ed economici che hanno interessato Salvador, determinando la perdita di centralità del quartiere. Solo a partire dagli Anni Ottanta, con l'inserimento del sito nella lista UNESCO, il quartiere ha potuto beneficiare di una serie di interventi volti a trasformarlo in un polo culturale e turistico.

## Descrizione
Il Pelourinho confina a nord con i quartieri Pilar, Santo Antônio e Barbalho; a sud con il quartiere Saúde e la Praça da Sé e a est con il quartiere di Sete Portas. 
Il Pelourinho si sviluppa attorno ad alcune piazze. Dall'Elevador Lacerda si raggiunge la terrazza della Praça Thomé de Souza, oggi sede del nuovo Comune, un tempo situato nel vicino palácio Rio Branco. Questa piazza fu ricavata nel XIX secolo dalla demolizione del convento dei Gesuiti. Poco più a nord Praça da Sé, dove si affaccia il complesso della Misericordia, un tempo Santa Casa e oggi museo. Nelle immediate vicinanze lo slargo del Terreiro de Jesus, dove si affacciano la cattedrale, l'Università (che ospita il Museo Afro-Brasileiro), la chiesa di San Pietro, quella del Terzo ordine Domenicano e, in una piazza contigua, la chiesa e convento di San Francesco, una delle chiese barocche più significative dell'intero Brasile.
Nelle strade del quartiere, caratterizzate da palazzi storici spesso decorati dai vivaci colori delle facciate, si possono incontrare numerose istituzioni religiose e culturali: il Museu Abelardo Rodrigues, il Museu Tempostal, la Fondazione casa-museo di Jorge Amado, la chiesa del Terzo ordine di San Francesco (Igreja da Ordem Terceira de São Francisco) e l'Igreja de Nossa Senhora do Rosário dos Pretos. 
Dal Largo do Pelourinho il quartiere sfuma in quello del Carmo (Carmine), caratterizzato da abitazioni più modeste ma coloratissime nelle facciate, che prosegue in quello di Sant'Antonio "Alem do Carmo" ("oltre il Carmine"), alla fine del quale il Forte de Santo Antônio Além do Carmo demarca la collina col la sua vista sul sottostante porto.

## Nella cultura di massa
Nel Pelourinho vennero girate alcune scene del video di Michael Jackson They Don't Care About Us (1996).